# Muhàmmad ibn Abbad al-Mútamid
Abu-l-Qàssim Muhàmmad ibn Abbad ibn Muhàmmad ibn Ismaïl ibn Abbad al-Mútamid (àrab: أبو القاسم محمد بن عباد بن محمد بن إسماعيل بن عباد المعتمد, Abū l-Qāsim Muḥammad ibn ʿAbbād ibn Muḥammad ibn Ismāʿīl ibn ʿAbbād al-Muʿtamid), més conegut com a Muhàmmad ibn Abbad al-Mútamid o com a al-Mútamid ibn Abbad fou emir de Sevilla de la dinastia abbadita, fill i successor el 1068/1069 del seu pare Abbad ibn Muhàmmad al-Mútadid. Fou un poeta notable com ho havia estat el seu pare.
El 1069, a la mort del rei de Sevilla al-Mútadid, el rei de Badajoz va provar de conquerir Còrdova. El senyor local jahwàrida Abd-al-Màlik ibn Muhàmmad al-Mansur va demanar ajut al rei sevillà al-Mútamid que va enviar 1.300 soldats que van salvar la ciutat; però els mateixos oficials sevillans van instigar als notables locals a demanar la destitució del visir de Còrdova Ibn Asaka (a les cròniques cristianes Aben Assaia); finalment el visir fou destituït (1069) però això va deixar encara amb més poder a Abd-al-Màlik.
Després d'un mesos de govern, Al-Mútamid va nomenar visir a Abu-Bakr Muhàmmad ibn Ammar (1070). La reina principal Itimad era hostil al visir, però aquest la va poder dominar i va acabar controlant totalment al rei i dirigint l'estat.
L'emir de Toledo va enviar una expedició a Còrdova (1070) dirigida per al-Hàkam ibn Ukkaixa que va assetjar la ciutat i Abd-al-Màlik ibn Muhàmmad al-Mansur va haver de cridar altre cop els sevillans, i aquests van rebutjar els assetjants, i llavors van instigar una revolta local a Còrdova que va fer presoner Abd-al-Màlik i el seu pare Abu-l-Walid Muhàmmad i els va lliurar al rei de Sevilla; els dos homes foren enviats desterrats a una illa situada enfront de Huelva i amb ells va acabar la dinastia. Al-Hakam per la seva banda fou nomenat pel rei toledà governador d'una fortalesa de frontera al sud dels seus dominis. Còrdova fou annexionada a Sevilla i en fou nomenat governador el jove príncep hereu Abbad.
Aprofitant l'hostilitat dels cordovesos contra els sevillans, Ibn Ukkasha va fer un cop de mà i va ocupar Còrdova per sorpresa (1075) matant el governador Abbad, fill d'Al-Mútamid, i el cap dels mercenaris sevillans, Muhàmmad ibn Martín; això li va permetre dominar la situació sense trobar gairebé resistència, i va proclamar rei a Yahya ibn Ismaïl al-Mamun de Tulàytula, que llavors era a València. Al-Mamun va marxar a Còrdova on va entrar solemnement el 25 de febrer de 1075, però va morir al cap de quatre mesos segurament enverinat (1 de juliol de 1075). Va esclatar llavors una revolta popular i els caps rebels van cridar als abbadites de Sevilla.
Al-Hakam ibn Ukkasha va fugir sense intentar resistir, però al passar pel pont del Guadalquivir fou mort per un jueu. El seu cadàver fou crucificat junt amb el d'un gos.
Ibn Ammar, per una política d'expansió considerava necessària l'aliança amb (Alfons VI de Lleó i de Castella, a qui va acceptar augmentar el tribut que pagava a canvi del seu suport. Reforçat per aquesta aliança va intentar conquerir Granada i després Múrcia sense èxit.
Es creu que Ibn Ammar va forjar el projecte d'erigir-se un regne de Múrcia independent per a ell mateix i va recomanar l'ocupació d'aquest territori al rei de Sevilla; es va aliar amb el Comtat de Barcelona (1078) que a canvi d'un pagament de deu mil dinars va accedir a participar; com a ostatges del tracte concertat van quedar un nebot del comte Ramon Berenguer II i un fill del rei de Sevilla (Raixid ibn Muhàmmad); els catalans, en veure que els sevillans no pagaven l'acordat van empresonar a Raixid; llavors els sevillans el van voler rescatar per la força i, com que no ho van aconseguir, van empresonar el nebot del comte; es van iniciar negociacions i finalment es van intercanviar els ostatges (i es va pagar el triple als catalans), però l'aliança es va trencar. Llavors Ibn Ammar amb l'exèrcit sevillà va voler conquerir Múrcia sense ajut i va ocupar Cartagena. A Múrcia es va produir llavors un cop d'estat i el rei Muhàmmad ibn Àhmad ibn Tàhir fou enderrocat i empresonat, sent substituït pel seu fill Abu-Abd-Al·lah Abd-ar-Rahman ibn Muhàmmad (1078). Les tropes sevillanes van seguir la campanya el 1079 i es van imposar a Mula, Alacant i Oriola, deixant Múrcia assetjada. La ciutat fou ocupada mercès a la traïció d'Ibn Rashik, valí de Bilj (Vilches). Abd-ar-Rahman fou fet presoner però es va poder escapar cap a València. Ibn Ammar en revenja va cridar a la revolta als valencians, en contra les ordes del rei sevillà.
El fill d'Ibn Zaydun, Abu-Bakr ibn Zaydun, ara visir, va denunciar Ibn Ammar al rei. Els dos homes eren poetes i es van creuar versos punyents. Ibn Ammar finalment es va declarar sobirà independent de Múrcia potser el 1081. Es va dirigir llavors contra Toledo, deixant a Múrcia com a virrei a Ibn Rashik, que el va trair i es va apoderar del tron. Ibn Ammar va fugir a Saragossa on es va posar al servei de Yússuf ibn Àhmad al-Mútaman; més tard va caure en mans del rei de Sevilla que el va matar (1086).
El 1082, en pagar el tribut a Castella, un enviat castellà, el jueu Ibn Shalib, va detectar que les monedes eren falses (de baix aliatge) i les va refusar; irritat el rei el va fer crucificar i va fer empresonar a tots els membres de l'ambaixada castellana. El rei castellà tenia bloquejada Toledo des del 1080. Va reaccionar amb una expedició militar que va assolar l'Aljarafe, el districte de Sidona (Sidònia) i fins i tot Tarifa, des d'on va dir que havia trepitjat l'extrem sud d'Hispània. Els castellans van ocupar finalment Toledo el 1085 i va exigir a Sevilla le entrega de les províncies que havien estat dels Banu Dhi l-Nun i que havien quedat en mans de Sevilla (províncies de Conca i Ciudad Real. Llavors el rei va demanar ajut a l'almoràvit Yússuf ibn Taixfín. Abu-Bakr ibn Zaydun fou enviat al Màgrib amb els cadis de Badajoz, Granada i Còrdova. Yússuf va accedir finalment després de dures negociacions, i va creuar l'estret i va derrotar els cristians a la batalla de Zalaca el 23 d'octubre de 1086. Però quan Yússuf va retornar al Marroc, la pressió castellana es va fer més forta i Al-Mútamid va haver d'anar en persona a demanar al sobirà almoràvit el retorn.
El 1088 Yússuf va desembarcar a Algesires. Va assetjar la fortalesa d'Aledo sense èxit, però aviat va decidir annexionar els regnes de l'Àndalus. Un exèrcit manat pel general Sir ibn Abi-Bakr es va apoderar de Tarifa (1090) i Còrdova (on va morir el governador Fath al-Mamun, fill d'Al-Mútamid), Carmona i Sevilla (1091). El rei fou fet presoner i enviat amb els seus fills a Tànger i després a Meknès i poc després a Aghmat prop de Marràqueix on va morir el 1095.